# Wiljan van Vijfeijken
Wiljan van Vijfeijken (15 maggio 1959) è un ex giocatore di calcio a 5 olandese.

## Carriera
Utilizzato nel ruolo di giocatore di movimento, ha come massimo riconoscimento in carriera la partecipazione con la Nazionale di calcio a 5 dei Paesi Bassi al FIFA Futsal World Championship 1989 dove la nazionale orange ha conquistato un prestigioso secondo posto alle spalle del Brasile, tuttora il miglior risultato dei Paesi Bassi al mondiale.